# Laura Summerton
Laura Ann Summerton - nascuda el 13 de desembre de 1983 a Adelaida (Austràlia) - és una jugadora de bàsquet australiana. Ha aconseguit 5 medalles en competicions internacionals amb Austràlia, entre Mundials i Jocs Olímpics.